# Camaïeu
Camaïeu (franska "som en kamé") är en monokrom målning på trä, linneduk, glas eller porslin i flera skikt. Tekniken camaïeu använder två eller tre nyanser av en enda färg, förutom grå, för att skapa en monokromatisk bild utan hänsyn till lokala eller realistiska färger. Vanligen skall tekniken ge betraktaren illusionen av en skuren relief. När en bild är monokromatiskt återgiven i grått kallas den grisaille.

## Cirage
Cirage (av franska cire "vax") är en typ av camaïeumålning utförd i gult, ofta med förgyllda delar. Ordet cirage var en gång synonymt med cameo, men dess betydelse blev begränsad i början av artonhundratalet.